# Sint-Martinuskerk (Kerkom-bij-Sint-Truiden)

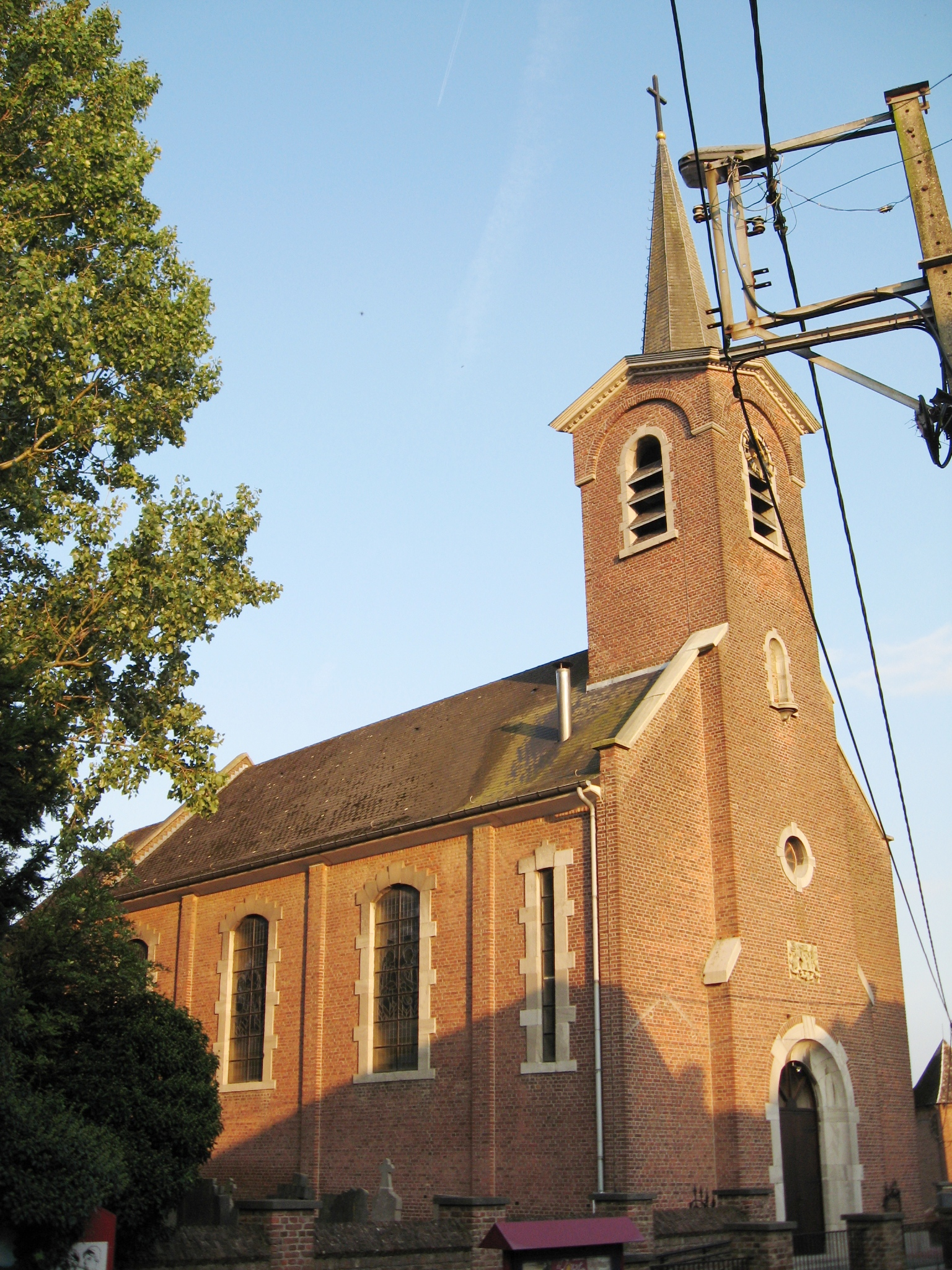
Sint-Martinuskerk

De Sint-Martinuskerk is de parochiekerk van Kerkom-bij-Sint-Truiden, gelegen aan de Kerkstraat.

## Gebouw
Deze bakstenen kerk werd vergroot in 1885 in neoclassicistische stijl en kreeg toen zijn huidige aanzicht. Het koor is uit het eerste kwart van de 18e eeuw. In het schip zijn nog laatgotische fragmenten aanwezig. In 1975 brandde de kerk af, waarbij enkel de buitenmuren van de toren, het schip en het koor bleven gespaard. De kerk werd weer hersteld.
Het is een in baksteen uitgevoerde zaalkerk met ingebouwde westtoren. Deze wordt gedekt door een achthoekige ingesnoerde naaldspits. Omlijstingen en versieringen zijn in arduin. Het gebouw is op een helling gelegen en wordt omringd door een kerkhof.

## Interieur
Tegen de westgevel hangt een overluifeld Kruisbeeld uit de 17e eeuw. In de kerk is nog een 16e-eeuwse grafsteen met een ridderfiguur. Een 17e-eeuwse grafsteen is ingemetseld tegen de noordelijke muur van het koor. Van een 18e-eeuws portiekaltaar zijn nog resten aanwezig. Het overige interieur is bij de brand verloren gegaan.